# スウェーデン狂詩曲 (乱数放送)

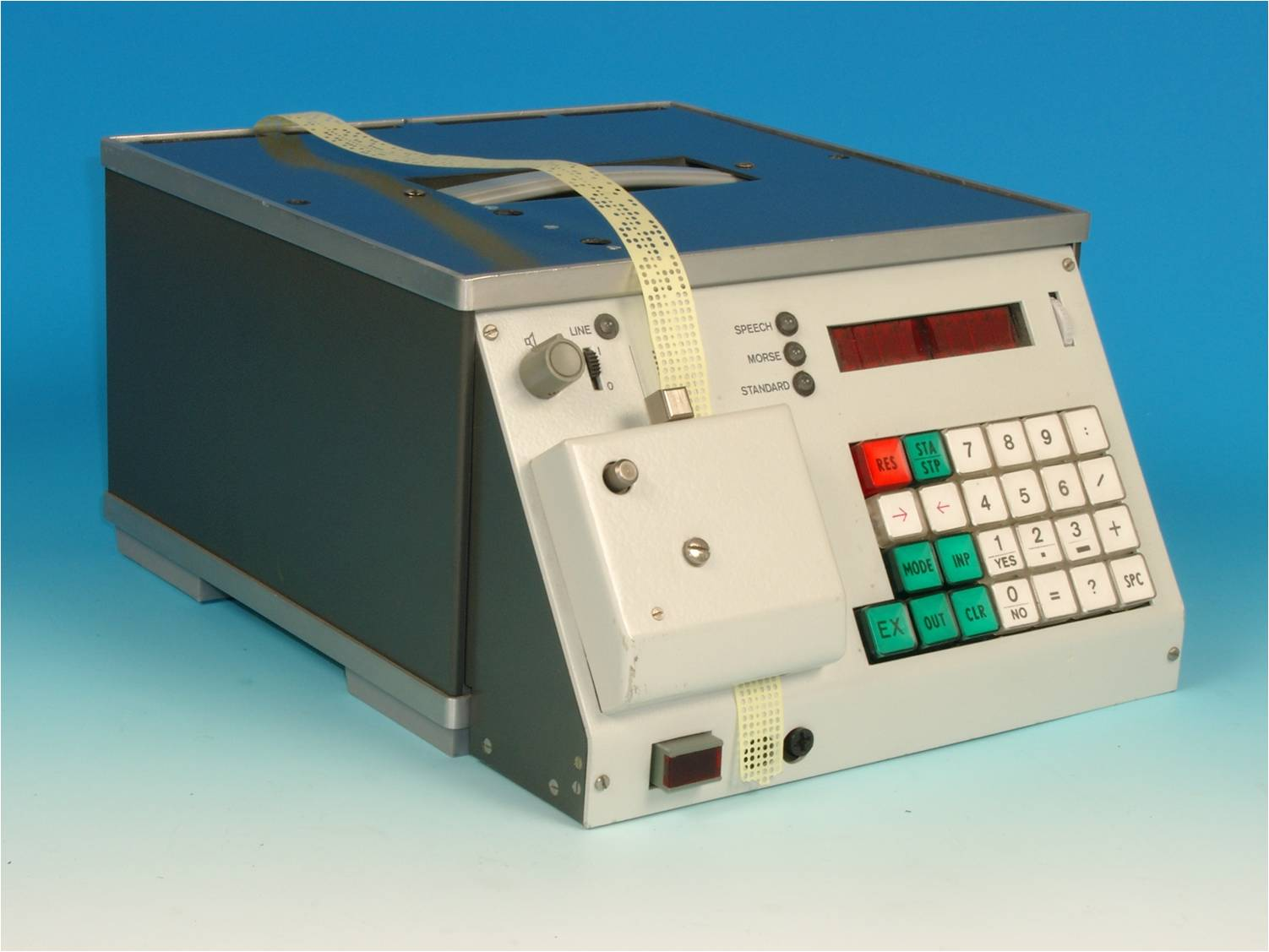
東ドイツ製の"Sprach-Morse Generator"。この機械が発する音声が、ドイツ語を話す少女のものだと思われていた。

スウェーデン狂詩曲（スウェーデンきょうしきょく、Swedish Rhapsody）は、ポーランドの公共安全省(Służba Bezpieczeństwa)（後に対外情報庁(Agencja Wywiadu)）が1950年代後半から1998年まで運用していた、AM放送を使用した乱数放送である。西欧圏の諜報員に暗号メッセージを送るのに使われていた。
「スウェーデン狂詩曲」という通称は、スウェーデンの作曲家ヒューゴ・アルヴェーンの管弦楽曲『スウェーデン狂詩曲第1番』の旋律が放送内で時折流れたことによるものである。これはロイゲ社製のオルゴールによるものだったが、対外情報庁はこれを「ルクセンブルク・ポルカ」だと主張していた。この暗号放送は、厳格なスケジュールに沿って放送され、運用の中断やミスはほとんどなかった。複数の短波周波数が使用され、時期によって頻繁に周波数が変更されていた。メッセージは5つのグループに分かれた数字で、ドイツ語が使用され、その前に"Achtung!"（ドイツ語で「傾注!」の意）と叫ぶ声が入っていた。メッセージはワンタイムパッドを使って復号されることになっていた。
冷戦時代にはどこの放送かも不明だったが、2014年にポーランド政府が公開した機密解除文書により、ポーランド人民共和国政府とその秘密警察である公共安全省によって運営されていたことが明らかになった。その音声は、ドイツ語を話す少女の声と信じられていたが、東ドイツの情報機関シュタージも使用していた東ドイツ製の"Sprach-Morse-Generator"（音声モールス発生器）と呼ばれる特殊な機械により生成された声であることが判明した。
1991年のソビエト連邦の崩壊後、オリジナルの放送局は停止した。しかし、1998年から2007年にかけて、同様の英語放送が聞こえており、これは東欧のNATOのエージェント向けのものと思われる。
この乱数放送は、1997年に乱数放送をまとめたCD集「ザ・コネット・プロジェクト」に収録された。また、乱数放送を研究する有志の間ではG02/E23（Gはドイツ語乱数放送、Eは英語放送）の分類番号で呼ばれることもある。